# Morgan Conway
Morgan Conway, nato Sidney Conway (Livingston, 17 marzo 1903 – Los Angeles, 16 novembre 1981), è stato un attore statunitense.

## Filmografia parziale
- Distruzione (Looking for Trouble), regia di William A. Wellman (1934)
- L'isola del paradiso (Sinners in Paradise), regia di James Whale (1938)
- Off the Record, regia di James Flood (1939)
- A nord di Shanghai (North of Shanghai), regia di D. Ross Lederman (1939)
- The Kid from Kokomo, regia di Lewis Seiler (1939)
- Charlie Chan a Reno (Charlie Chan in Reno), regia di Norman Foster (1939)
- Il vendicatore (Brother Orchid), regia di Lloyd Bacon (1940)
- Jack London, regia di Alfred Santell (1943)
- Tornado, regia di William A. Berke (1943)
- Dick Tracy, regia di William Berke (1945)
- La terra dei senza legge (Badman's Territory), regia di Tim Whelan (1946)
- Dick Tracy contro Cueball (Dick Tracy contro Cueball), regia di Gordon Douglas (1946)